# Giuseppe Vita
Giuseppe Vita (* 28. April 1935 in Favara, Sizilien) ist ein italienischer Manager. Er war bis 2001 Vorstandsvorsitzender des Berliner Pharmaunternehmens Schering, bis 2006 dessen Aufsichtsratsvorsitzender und von 2002 bis 2019 Aufsichtsratsvorsitzender der Axel Springer SE. Von 2012 bis 2018 war er zusätzlich Vorsitzender des Verwaltungsrats der italienischen UniCredit SpA, deren Tochter UniCredit Bank AG – bekannt unter der Marke „Hypovereinsbank“ (HVB) – in Deutschland aktiv ist.

## Herkunft, Familie
Giuseppe Vita ist aufgewachsen auf einem Landgut auf Sizilien mit 14 Geschwistern. Er ist verheiratet, hat zwei erwachsene Kinder und lebt in Berlin-Tiergarten und Mailand.

## Ausbildung
Nach dem Abitur im Jahr 1953 studierte Vita Medizin in Catania und Rom. Nach der Promotion (1959, summa cum laude) und dem Staatsexamen als Arzt (1960), erhielt er 1961 seine Anerkennung als Facharzt für Radiologie. Mit dem Ziel, seinem Bruder nach New York zu folgen, verließ er Italien und begann 1962 als Assistent am Röntgeninstitut der Johannes Gutenberg-Universität Mainz.

## Berufliche Laufbahn
1964 wechselte er als wissenschaftlicher Mitarbeiter für Kontrastmittelforschung in die Forschungsabteilung der Schering AG und übersiedelte nach West-Berlin. 1968 rückte er bereits in das Management des Pharmaunternehmens auf und wurde als Generaldirektor mit der Geschäftsleitung der Tochter Schering SpA Italien in Mailand betraut, die er zu einem florierenden Unternehmen aufbaute.
1987 kehrte Vita in das Stammhaus des Konzerns nach Berlin zurück und wurde zunächst zum stellvertretenden, ein Jahr später zum ordentlichen Vorstandsmitglied der Schering AG berufen. Im Juni 1989 übernahm er als Nachfolger von Horst Witzel den Vorsitz im Vorstand.

## Aktive Posten und sonstige Mitgliedschaften (eine Auswahl)

### Deutschland
Vita ist Mitglied im Senat der Deutschen Nationalstiftung, die von Helmut Schmidt gegründet wurde. Er ist außerdem Ehrenvorsitzender der Axel Springer SE.

### Italien
Im General Council of Aspen Institute Italia sowie in der Trilateralen Kommission, Gruppe Italien, ist Vita seit 2012 Mitglied. Ebenfalls wurde er 2012 in den Verwaltungsrat vom Istituto per gli Studi di Politica Internazionale (ISPI) gewählt. Bereits seit 2002 ist er Ehrenvorsitzender der Deutschen Bank SpA Italien.

## Ehemalige Posten und Mitgliedschaften in Kuratorien
Nach seinem Ausscheiden aus dem operativen Geschäft bei Schering wechselte Giuseppe Vita 2001 dort auf den Posten des Aufsichtsratsvorsitzenden, den er bis 2006 innehatte. Dort befasste er sich zuletzt mit der Übernahme durch die Bayer AG für 16,9 Milliarden Euro.
Ebenfalls war er Vorsitzender des Aufsichtsrats der Hugo Boss AG (2000–2008), der Deutz AG (2006–2009), sowie Mitglied des Aufsichtsrats der Allianz Lebensversicherungs-AG, der Continental AG, der Herlitz AG, der Gerling Versicherung in Köln, der Evonik Degussa (vormals Degussa AG) und der Vattenfall Europe AG (2002–2008 und bereits ab 1990 der Bewag (Berlin)) sowie in Italien Vorsitzender des Verwaltungsrats der Deutschen Bank Italia und später der Allianz SpA, Vorsitzender des Verwaltungsrats der Gruppo Banca Leonardo sowie Mitglied des Verwaltungsrats der Barilla SpA in Parma, der Humanitas SpA in Mailand und der Pirelli SpA. In der Schweiz war er Vorsitzender des Verwaltungsrats der Banca Leonardo S.A. Außerdem ist Vita von Februar 2009 bis Ende 2012 Mitglied des Aufsichtsrats der Medical Park AG von Ernst Freiberger gewesen.
Von 2006 bis 2007 war er Vorsitzender der Robert-Koch-Stiftung. und saß ab 2009 zunächst im Aufsichtsrat und dann im Stiftungsrat der Dussmann Group. Ebenfalls war er bis 2012 Präsidiums-Mitglied der Deutschen Gesellschaft für Auswärtige Politik.
In Italien war Giuseppe Vita von Mai 2012 bis April 2018 Vorsitzender des Verwaltungsrats der UniCredit SpA.

## Auszeichnungen
- 1990: Italienischer Arbeitsverdienstorden (Cavaliere del Lavoro)[18]
- 1994: Verdienstorden des Landes Berlin
- 1997: Bundesverdienstkreuz am Bande
- 2003: Business Hall of Fame des manager magazin[19]